# Federazione pallavolistica della Danimarca
La Federazione danese di pallavolo (in danese Dansk Volleyball Forbund, DVF) è un'organizzazione fondata nel 1954 per governare la pratica della pallavolo in Danimarca.
Organizza il campionato maschile e femminile, e pone sotto la propria egida la nazionale maschile e femminile.
Ha aderito alla FIVB nel 1955.